# Adrien Spillebout
Adrien Jacques Hippolyte Spillebout (Roeselare, 25 april 1835 - 17 juni 1912) was een Belgisch volksvertegenwoordiger en burgemeester.

## Levensloop
Spillebout was een zoon van de leerlooier-huidenvetter Pierre Spillebout en van Charlotte de Preyssing. Hij trouwde met de Kortrijkse Hélène Vercruysse. Hun dochter Marie-Charlotte Spillebout (1879-1941) trouwde met jonkheer Joseph De Kemmeter (1879-1944). Hij stamde af van de 17de-eeuwse Hamburgse adellijke familie Kemeter zu Trübwein, die in 1826 werd opgenomen in de Belgische adel.
Spillebout volgde zijn vader op als industrieel leerlooier en was ook politiek zeer actief.
Hij werd gemeenteraadslid van Roeselare in 1869 en was schepen van 1870 tot 1872 en burgemeester van 1886 tot 1907. Zijn vrouw stierf tijdens verkiezingsdag 18 oktober 1903.
Van 1886 tot 1892 was hij provincieraadslid.
In 1892 werd hij verkozen tot katholiek volksvertegenwoordiger voor het arrondissement Roeselare en vervulde dit mandaat tot in 1900.
Hij was medestichter van La Gazette de Roulers.